# Gaspare Carpegna
Gaspare Carpegna (ur. 8 maja 1625 w Rzymie  – zm. 6 kwietnia 1714 w Rzymie) – włoski duchowny.

## Życiorys
Datariusz papieża Klemensa X, który w 1670 mianował go tytularnym arcybiskupem Nicei, a następnie kardynałem. Wikariusz generalny diecezji rzymskiej od 1671, pełnił też funkcje prefekta Św. Kongregacji ds. Biskupów i Zakonów (od stycznia 1675) i prefekta Św. Kongregacji ds. Obrzędów. Uczestniczył w konklawe w 1676, 1689, 1691 i 1700. Kamerling Św. Kolegium od stycznia 1681 do stycznia 1682. Biskup diecezji suburbikarnej Sabina od 1698. Zmarł w Rzymie i został pochowany w kaplicy rodu Carpegna w kościele S. Maria in Vallicella.